# Phạm Duy Tân
Phạm Duy Tân (1933–2021) là một sĩ quan Quân đội nhân dân Việt Nam, quân hàm Đại tá, nguyên Sư đoàn trưởng Sư đoàn 308, phó Tư lệnh Quân đoàn 1, thường vụ Đảng ủy, phó Tư lệnh, Tham mưu trưởng Quân đoàn 3, đã nghỉ hưu.

## Tiểu sử
Ông sinh năm 1933 tại xã Tư Mại, huyện Yên Dũng, tỉnh Bắc Giang.
Năm 1947, tham gia cách mạng chống thực dân Pháp.
Vào quân đội tham gia chiến dịch Biên giới 1950, tham gia chiến dịch Điện Biên Phủ năm 1954.
Giải phóng Điện Biên Phủ xong ông được đi học tại Trường Sĩ quan lục quân, đến năm 1956 ra trường
Về đơn vị công tác, trong cuộc đấu tranh chống Mỹ cứu nước, giải phóng dân tộc, ông lại trực tiếp tham gia chiến dịch Khe Sanh Mậu Thân năm 1968. chiến dịch Đường 9 Nam Lào 1971, chiến dịch Trị Thiên Huế 1972. Chỉ huy Trung đoàn 88 Tu Vũ, chốt giữ Thành cổ Quảng Trị mùa hè đỏ lửa năm 1972. Bảo vệ Tổ quốc biên giới phía Bắc năm 1979, bảo vệ biên giới Tây Nam...
Ông từng giữ các chức vụ:
- Trung đoàn trưởng Trung đoàn 88, Sư đoàn 308.
- Sư đoàn trưởng sư đoàn 308, Quân Tiên phong.
- Phó tư lệnh Quân đoàn 1, Binh đoàn Quyết thắng.
- Thường vụ Đảng uỷ, Phó tư lệnh, Tham mưu trưởng Quân đoàn 3, Binh đoàn Tây Nguyên

Năm 1992, ông được Đảng, Nhà nước, Quân đội cho nghỉ hưu.
Ông đã từ trần hồi 5 giờ 24 phút ngày 2 tháng 6 năm 2021, tại Bệnh viện Trung ương Quân đội 108

## Khen thưởng
- Huân chương Bảo vệ Tổ quốc
- Huân chương Quân công hạng nhì, ba
- Huân chương Chiến công hạng nhất
- Huân chương Chiến sĩ giải phóng hạng ba
- Huân chương Chiến thắng hạng ba
- Huân chương Chiến sĩ vẻ vang hạng nhất, nhì, ba
- Huân chương cấp cao của nhà nước Lào trao tặng
- Huy chương Quân kỳ Quyết thắng
- Huy hiệu 70 năm tuổi Đảng